# إف كيه إيه تويغز
تاهليا ديبريت بارنيت (بالإنجليزية: FKA twigs)‏ (ولدت في 17 يناير 1988)، والمعروفة فنياً باسم إف كيه إيه تويغز (منطوق فكا تويغز) مغنية وكاتبة أغاني، منتجة أغاني، مخرجة وراقصة إنجليزية. ولدت ونشأت في شلتنهام ، وأصبحت راقصة احتياطية للعديد من الموسيقيين المشهورين بعد انتقالها إلى لندن في سن 17 عامًا ، وظهرت لأول مرة أسطوانة مطولة 1 (2012).

## الحياة الشخصية
ارتبط فكا تويغز في أبريل 2015 على مع الممثل روبرت باتينسون.

## روابط خارجية
- إف كيه إيه تويغز على موقع IMDb (الإنجليزية)
- إف كيه إيه تويغز على موقع ميوزك برينز (الإنجليزية)
- إف كيه إيه تويغز على موقع أول ميوزيك (الإنجليزية)
- إف كيه إيه تويغز على موقع ديسكوغز (الإنجليزية)
- إف كيه إيه تويغز على موقع قاعدة بيانات الفيلم (الإنجليزية)

- الموقع الرسمي